# Joan Postius i Sala
Joan Postius i Sala (Berga, 8 de juliol de 1876 - Solsona, 23 d'agost de 1952) fou un missioner claretià que impulsà diverses iniciatives educatives i evangelitzadores. Entrà al seminari de Barbastre el 1888 i fou novici a Cervera, on professà a la Congregació de l'Immaculat Cor de Maria el 1892. Es va doctorar a Roma i va desenvolupar tasques de govern a la seva institució. Va participar en els congressos marians internacionals com el XXII Congrés Eucarístic Internacional de Madrid (1911). Va promoure el Col·legi Internacional de Roma. La seva obra més coneguda és El Código canónico aplicado a españa. L'uní una bona amistat amb sant Josepmaria Escrivà de Balaguer. El seu nebot Josep Maria Cunill i Postius va ser cap del Requetè a Catalunya abans de la guerra civil.